# Chaux (Territoire de Belfort)
Pour les articles homonymes, voir Chaux.
Chaux est une commune française située dans le département du Territoire de Belfort, la région culturelle et historique de Franche-Comté et la région administrative Bourgogne-Franche-Comté.
Depuis un vote organisé les 15 et 16 septembre 2012, ses habitants se nomment les Chauxois en remplacement des Tchaudire.

## Géographie
Chaux est située à 10 km au nord de Belfort sur la route de Giromagny et du Ballon d'Alsace, route établie sur l'emplacement d'une ancienne voie romaine reliant le sud et le nord de la Trouée de Belfort, la voie Langres-Strasbourg longeant le massif des Vosges à celle passant par Mandeure et Delle. Le village qui vécut essentiellement de l'agriculture s'étire le long de la route qui longe la Savoureuse. Le territoire communal repose sur le bassin houiller stéphanien sous-vosgien.
C'est une des 189 communes du parc naturel régional des Ballons des Vosges.

### Climat
Pour des articles plus généraux, voir Climat de la Bourgogne-Franche-Comté et Climat du Territoire de Belfort.
En 2010, le climat de la commune est de type climat de montagne, selon une étude du Centre national de la recherche scientifique s'appuyant sur une série de données couvrant la période 1971-2000. En 2020, Météo-France publie une typologie des climats de la France métropolitaine dans laquelle la commune est exposée à un climat semi-continental et est dans la région climatique  Vosges, caractérisée par une pluviométrie très élevée (1 500 à 2 000 mm/an) en toutes saisons et un hiver rude (moins de 1 °C). 
Pour la période 1971-2000, la température annuelle moyenne est de 9,4 °C, avec une amplitude thermique annuelle de 17 °C. Le cumul annuel moyen de précipitations est de 1 511 mm, avec 13,3 jours de précipitations en janvier et 10,7 jours en juillet. Pour la période 1991-2020, la température moyenne annuelle observée sur la station météorologique de Météo-France la plus proche, « Giromagny_sapc », sur la commune de Giromagny à 4 km à vol d'oiseau, est de 10,2 °C et le cumul annuel moyen de précipitations est de 1 636,6 mm. 
La température maximale relevée sur cette station est de 37,2 °C, atteinte le 24 juillet 2019 ; la température minimale est de −18,9 °C, atteinte le 20 décembre 2009,,. 
Les paramètres climatiques de la commune ont été estimés pour le milieu du siècle (2041-2070) selon différents scénarios d'émission de gaz à effet de serre à partir des nouvelles projections climatiques de référence DRIAS-2020. Ils sont consultables sur un site dédié publié par Météo-France en novembre 2022.

## Urbanisme

### Typologie
Au 1er janvier 2024, Chaux est catégorisée commune rurale à habitat dispersé, selon la nouvelle grille communale de densité à sept niveaux définie par l'Insee en 2022.
Elle appartient à l'unité urbaine de Belfort, une agglomération inter-départementale regroupant 16  communes, dont elle est une commune de la banlieue,,. Par ailleurs la commune fait partie de l'aire d'attraction de Belfort, dont elle est une commune de la couronne,. Cette aire, qui regroupe 91 communes, est catégorisée dans les aires de 50 000 à moins de 200 000 habitants,.

### Occupation des sols
L'occupation des sols de la commune, telle qu'elle ressort de la base de données européenne d’occupation biophysique des sols Corine Land Cover (CLC), est marquée par l'importance des territoires agricoles (47,8 % en 2018), une proportion sensiblement équivalente à celle de 1990 (48,1 %). La répartition détaillée en 2018 est la suivante : 
forêts (36,3 %), zones agricoles hétérogènes (26,6 %), prairies (21,2 %), eaux continentales (6,5 %), zones urbanisées (5 %), espaces verts artificialisés, non agricoles (4,4 %). L'évolution de l’occupation des sols de la commune et de ses infrastructures peut être observée sur les différentes représentations cartographiques du territoire : la carte de Cassini (XVIIIe siècle), la carte d'état-major (1820-1866) et les cartes ou photos aériennes de l'IGN pour la période actuelle (1950 à aujourd'hui).

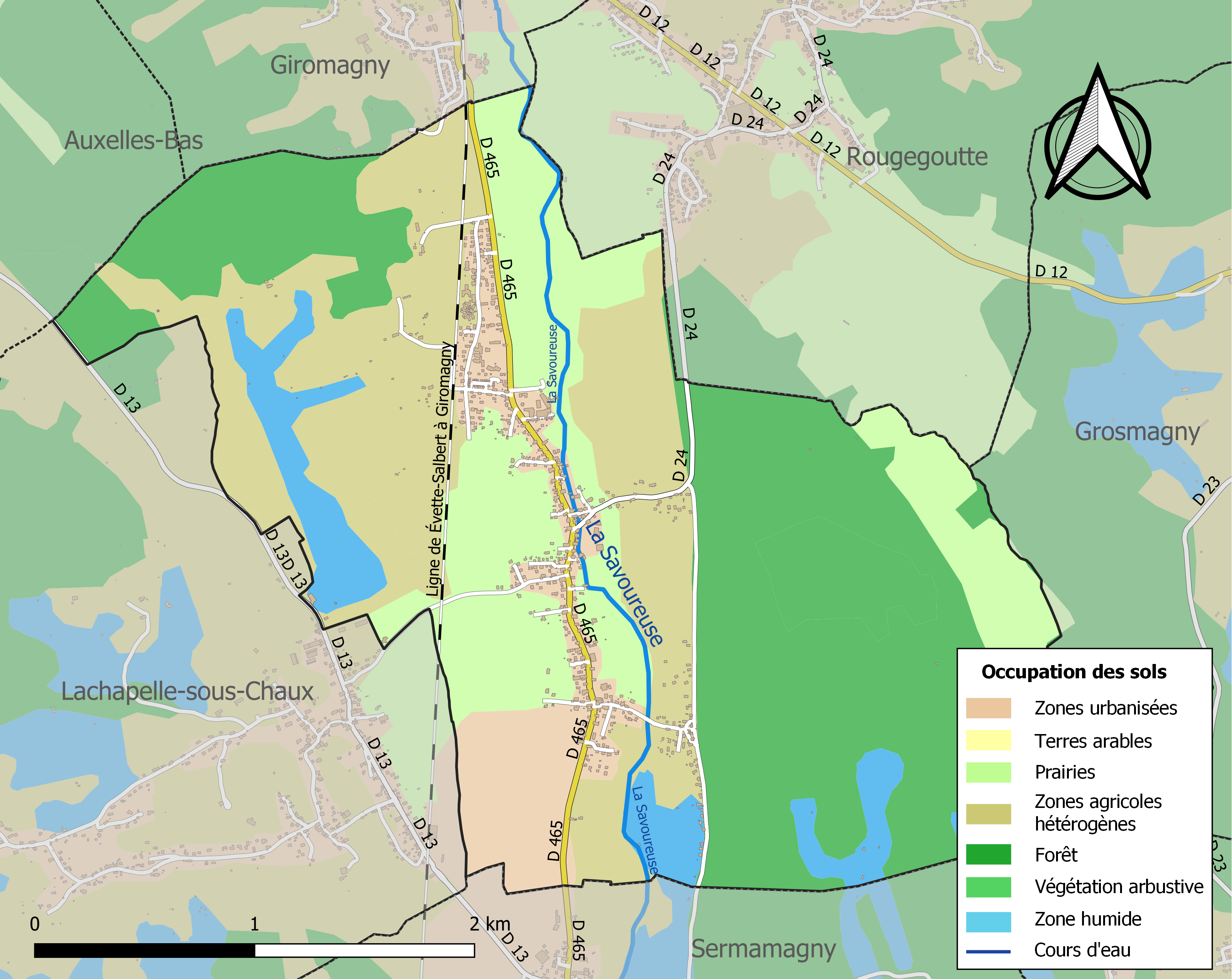
Carte des infrastructures et de l'occupation des sols de la commune en 2018 (CLC).

### Voies de communications et transports

#### Voies routières
La commune est traversée par deux routes départementales : RD 24, RD 465.
La RD 24 relie Riervescemont à Valdoie, via Rougegoutte, Sermamagny et Évette-Salbert
La RD 465 relie Belfort à Saint-Maurice-sur-Moselle. Il s'agit de l'ancienne RN 465, classée dans la voirie nationale dans les années 1930 ; elle a été déclassée et reclassée dans la voirie départementale en 1972.

## Toponymie
Provient d'un terme gaulois, calmis ou calma : « haut plateau dénudé, plateau rocheux ».
- Chas (1219), Zschas (1350), Chaulx (1601), Meigerthum von Schasz (1427), Chaux (1793).
- En allemand : Tscha[19].

## Histoire

### Faits historiques
La première mention de Chaux (Chas) date de 1252 ou du moins de 1275, à un moment où l'église (qui aurait existé depuis plusieurs siècles) était au centre d'une paroisse comprenant les villages de Auxelles-Bas, Chaux, Evette-Salbert, Lachapelle-sous-Chaux, Lepuix dite Lepuix-Gy et Sermamagny. Actuellement la paroisse ne couvre plus que Chaux, les autres villages s'en étant séparés au fil des siècles.
Chaux fut chef-lieu de la mairie du Haut-Rosemont et faisait partie de la seigneurie du Rosemont, qui appartenait depuis le XIe siècle au comté de Montbéliard.
En 1856, la société du crédit mobilier creuse un sondage jusqu'à 103 mètres de profondeur pour rechercher de la houille, sans grand succès. Elle abandonne ses travaux à Chaux et poursuit ses recherches dans le bassin minier de Ronchamp et Champagney.

### Héraldique
| Blason | Blasonnement : De sable à l'aigle d'or. Commentaires : L'aigle constitue les armes de Chaux depuis au moins le XVIIe siècle. |

## Politique et administration

### Liste des maires

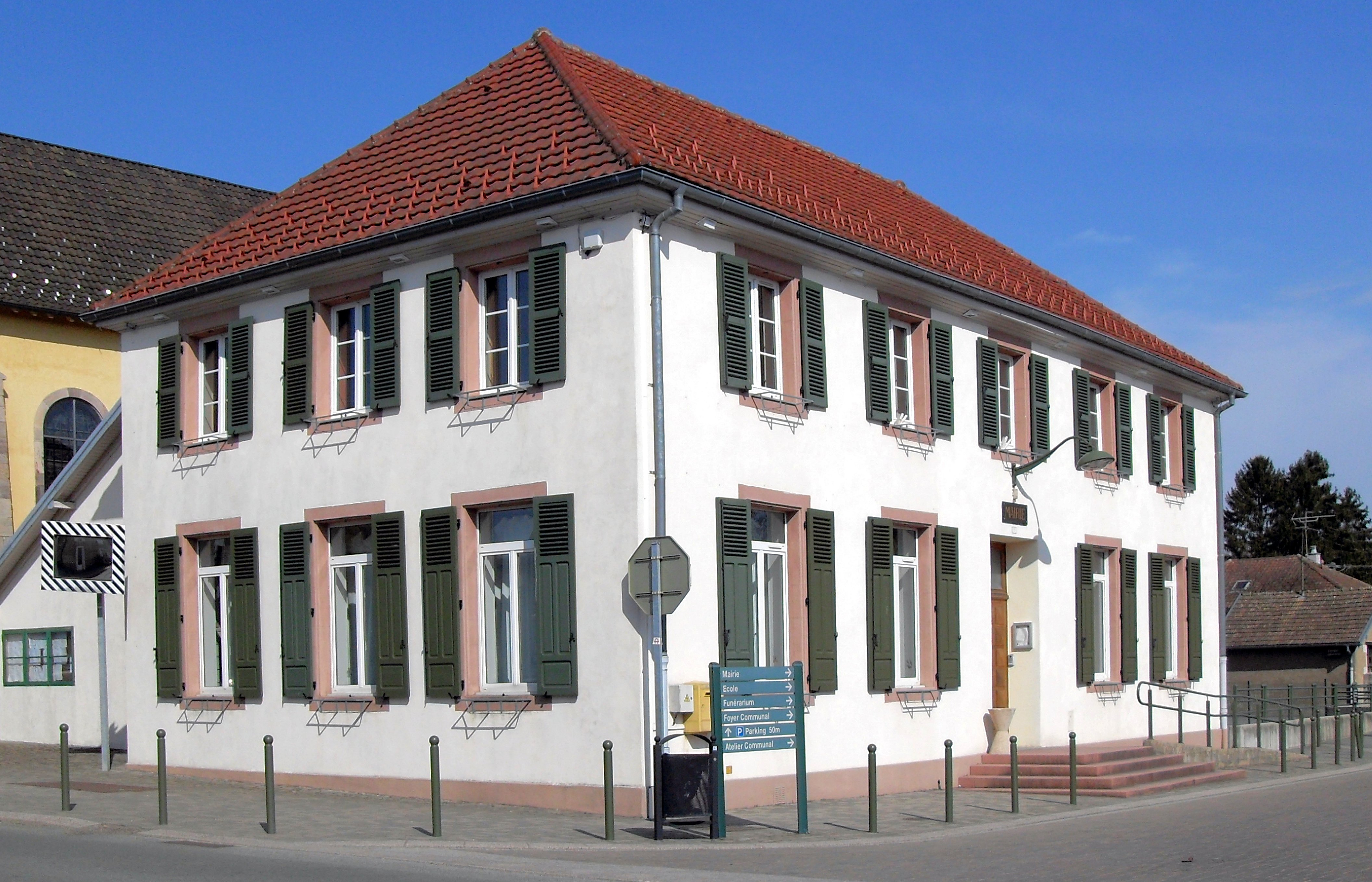
La mairie de Chaux.

Chaux est administrativement rattachée au canton de Giromagny.
| Période                                  | Période     | Identité         | Étiquette | Qualité |
| ---------------------------------------- | ----------- | ---------------- | --------- | ------- |
| Les données manquantes sont à compléter. |             |                  |           |         |
| mars 2001                                | mars 2008   | Pascal Deshaies  | DVD       |         |
| mars 2008                                | 27 mai 2020 | André Piccinelli | SE        |         |
| 27 mai 2020                              | En cours    | Jacky Chipaux    |           |         |

### Budget et fiscalité 2015
En 2015, le budget de la commune était constitué ainsi :
- total des produits de fonctionnement : 543 000 €, soit 480 € par habitant ;
- total des charges de fonctionnement : 480 000 €, soit 425 € par habitant ;
- total des ressources d’investissement : 212 000 €, soit 188 € par habitant ;
- total des emplois d’investissement : 388 000 €, soit 344 € par habitant.
- endettement : 1 079 000 €, soit 955 € par habitant.

Avec les taux de fiscalité suivants :
- taxe d’habitation : 9,67 % ;
- taxe foncière sur les propriétés bâties : 12,95 % ;
- taxe foncière sur les propriétés non bâties : 42,16 % ;
- taxe additionnelle à la taxe foncière sur les propriétés non bâties : 0,00 % ;
- cotisation foncière des entreprises : 0,00 %.

## Population et société

### Démographie
L'évolution du nombre d'habitants est connue à travers les recensements de la population effectués dans la commune depuis 1793. Pour les communes de moins de 10 000 habitants, une enquête de recensement portant sur toute la population est réalisée tous les cinq ans, les populations de référence des années intermédiaires étant quant à elles estimées par interpolation ou extrapolation. Pour la commune, le premier recensement exhaustif entrant dans le cadre du nouveau dispositif a été réalisé en 2007.

En 2022, la commune comptait 1 181 habitants, en évolution de +4,7 % par rapport à 2016 (Territoire de Belfort : −2,78 %, France hors Mayotte : +2,11 %).
| 1793 | 1800 | 1806 | 1821 | 1831 | 1836 | 1841 | 1846 | 1851 |
| ---- | ---- | ---- | ---- | ---- | ---- | ---- | ---- | ---- |
| 461  | 515  | 524  | 608  | 686  | 733  | 723  | 785  | 779  |

| 1856 | 1861 | 1866 | 1872 | 1876 | 1881 | 1886 | 1891 | 1896 |
| ---- | ---- | ---- | ---- | ---- | ---- | ---- | ---- | ---- |
| 658  | 693  | 684  | 622  | 616  | 627  | 597  | 609  | 673  |

| 1901 | 1906 | 1911 | 1921 | 1926 | 1931 | 1936 | 1946 | 1954 |
| ---- | ---- | ---- | ---- | ---- | ---- | ---- | ---- | ---- |
| 745  | 791  | 814  | 689  | 667  | 644  | 605  | 608  | 649  |

| 1962 | 1968 | 1975 | 1982 | 1990 | 1999 | 2006  | 2007  | 2012  |
| ---- | ---- | ---- | ---- | ---- | ---- | ----- | ----- | ----- |
| 613  | 615  | 780  | 814  | 869  | 955  | 1 052 | 1 066 | 1 094 |

| 2017  | 2022  | - | - | - | - | - | - | - |
| ----- | ----- | - | - | - | - | - | - | - |
| 1 147 | 1 181 | - | - | - | - | - | - | - |

### Enseignement
Au centre du village se trouve une école primaire.

### Santé
L'hôpital le plus proche est l'hôpital Nord Franche-Comté situé entre Belfort et Montbéliard, à Trévenans,.

### Personnalités liées à la commune
- Henri Muller (1900-1944), résistant français, Compagnon de la Libération.
- Raymond Halter (1925-1998), prêtre marianiste, né à Chaux. Il a marqué le Renouveau charismatique de France et d'Afrique francophone.

### Manifestations culturelles et festivités
- Vol à voile.

## Jumelages

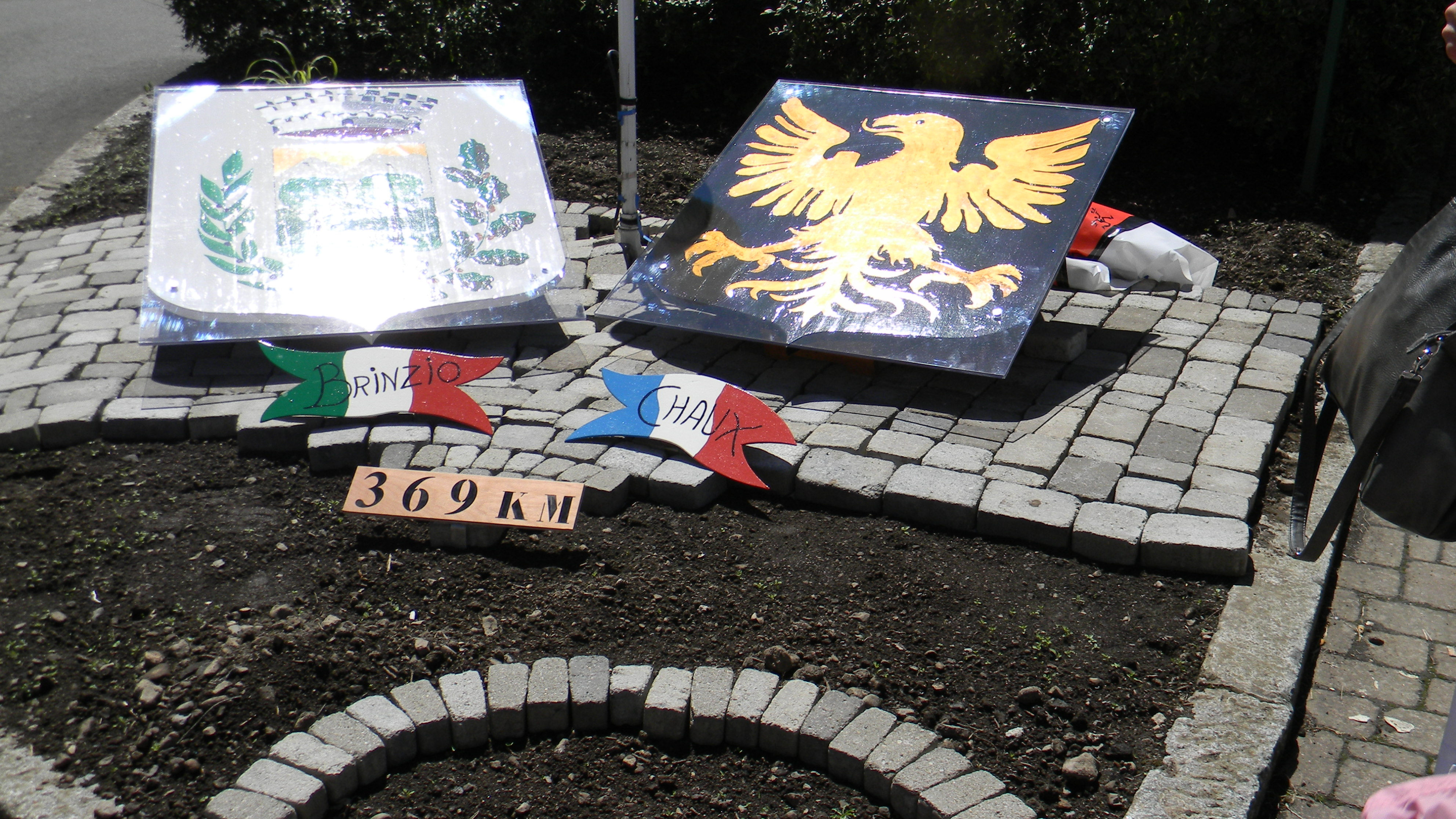
Monument au jumelage avec la commune de Brinzio, Italie.

Chaux est jumelé avec:
- Brinzio ( Italie), depuis 2013[29],[30].

## Économie
- Chaux accueille l'aérodrome de Belfort Chaux.
- Patrimoine industriel :
  - Fonderie Bugnon, actuellement entreprise de plomberie-chauffage Ziegler[31].
  - Usine de boissellerie Marcotte (usine de tournerie), puis usine textile Filature et Cardé, usine de petite métallurgie MGR[32].

## Lieux et monuments

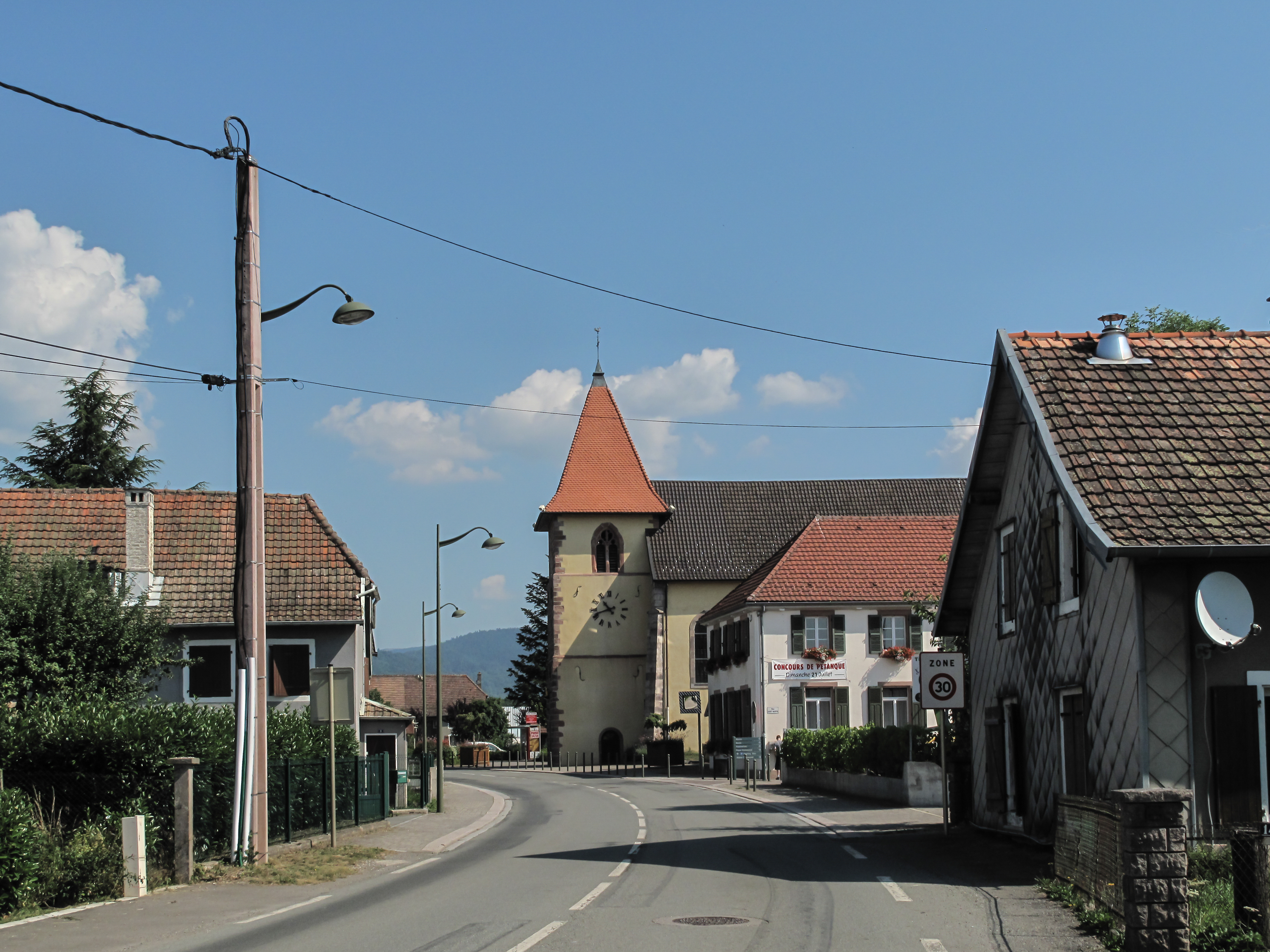
L'église Saint-Martin dans la rue.
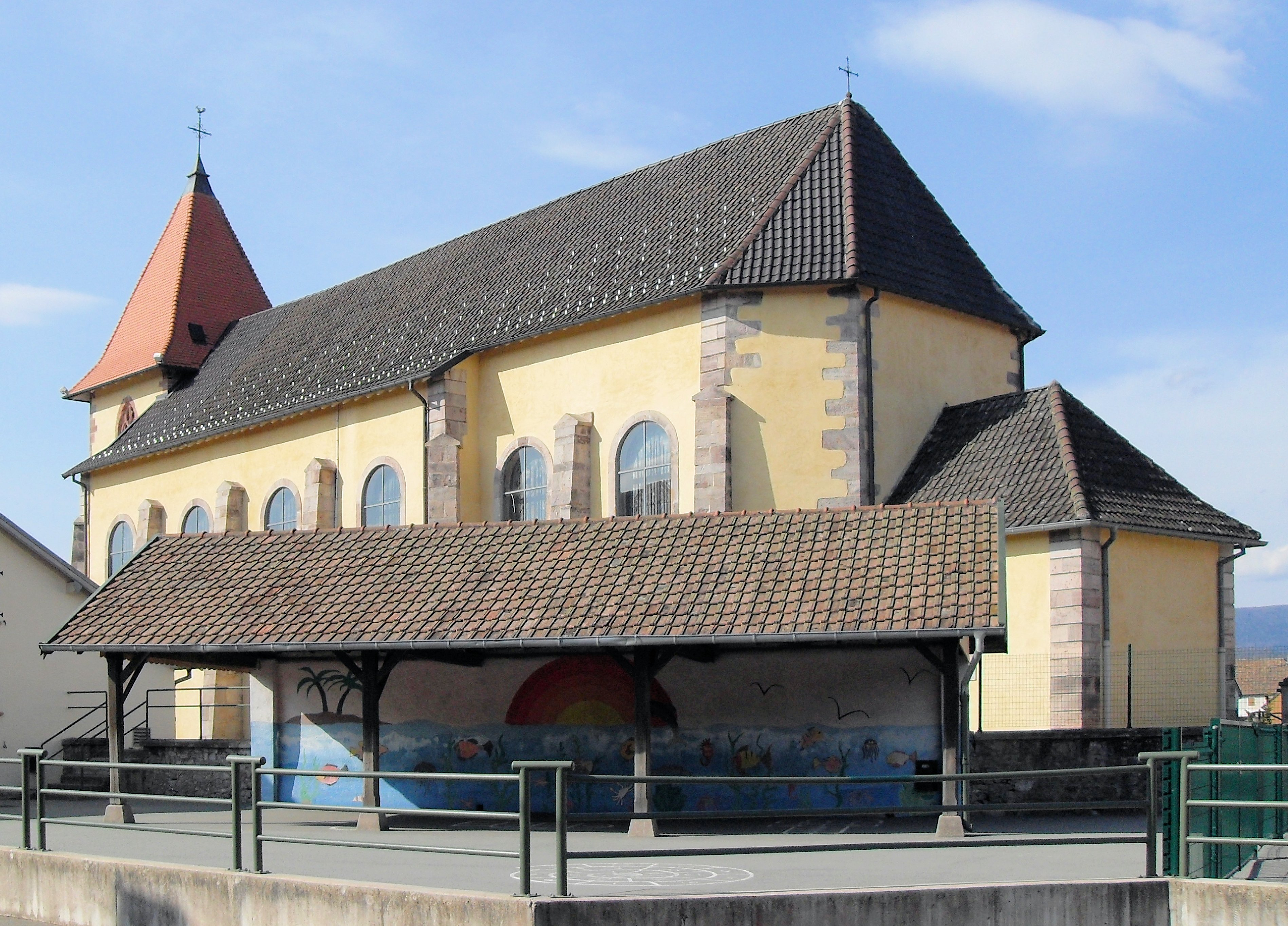
L'église Saint-Martin, côté sud-est.
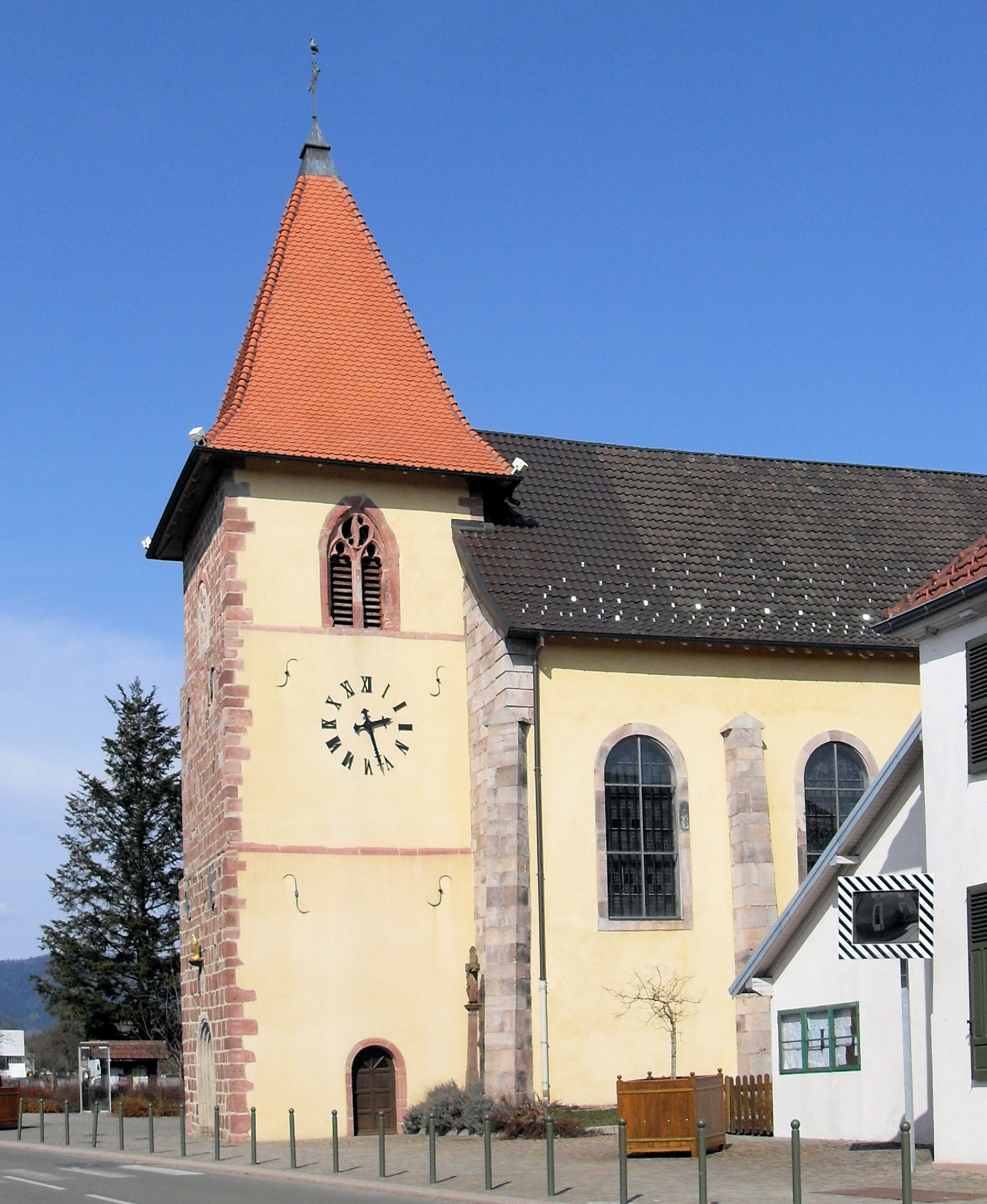
Le clocher.
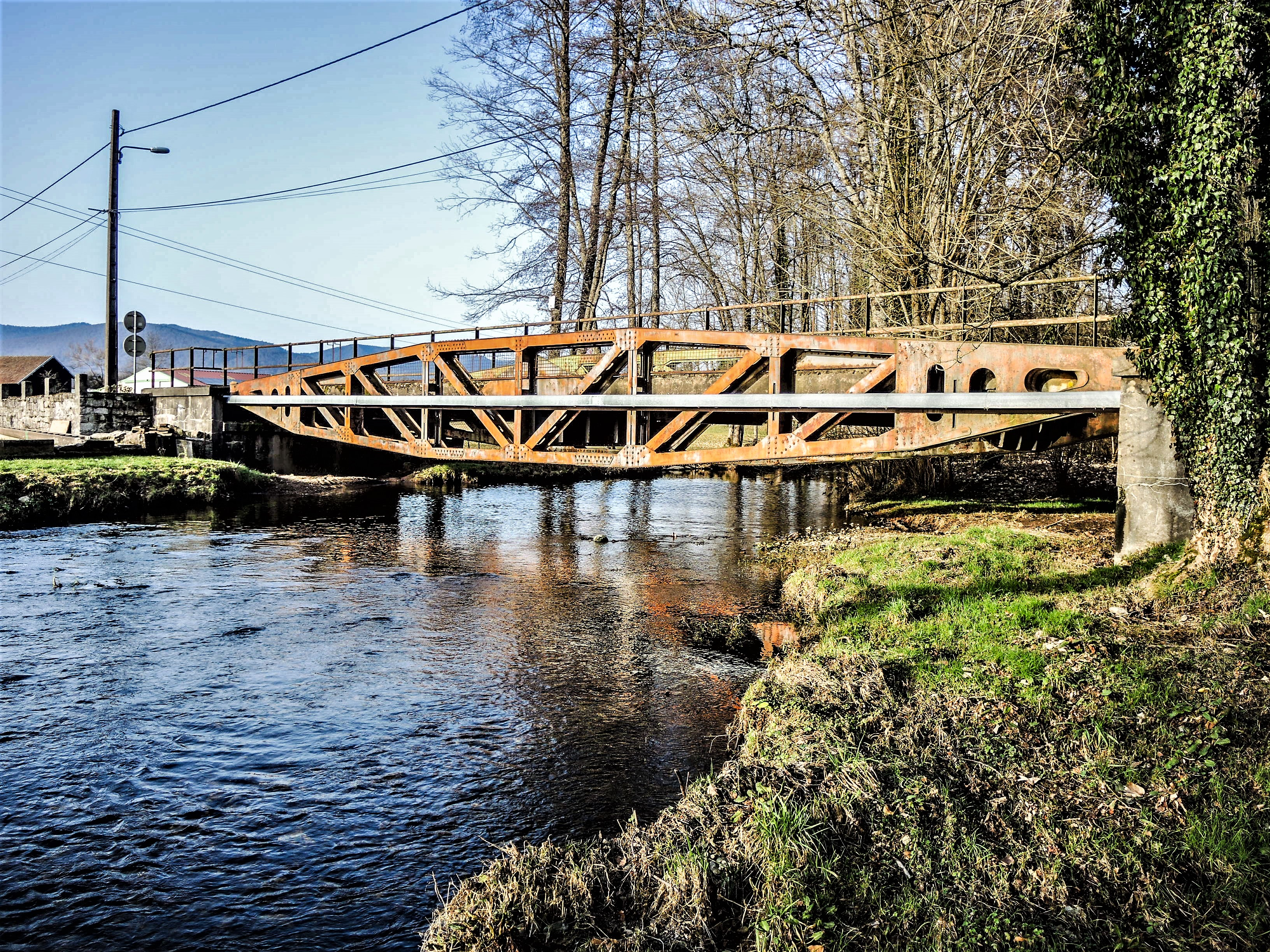
Pont d'Arromanches sur la Savoureuse.

- L'église, consacrée à saint Martin, est constituée d'une nef accolée vers 1770 au clocher qui pourrait avoir été construit au XIe siècle en ayant subi restaurations et aménagements par la suite[33],[34]. Vers 1900, le cimetière se trouvait encore autour de l'église.
- Deux ponts permettent de franchir la Savoureuse.

L'un d'eux est constitué d'un élément préfabriqué en Grande-Bretagne issu du Port Mulberry construit en Normandie par les Alliés en juin 1944. Il est pratiquement dans son état d'origine, n'ayant été modifié que par l'ajout d'un garde-corps, et par la pose d'une couche de roulement en béton bitumineux,.
- Monuments commémoratifs[37],[38]

## Pour approfondir